# Federico Beligoy
Federico José Beligoy (13 de enero de 1969 en Buenos Aires) es un  ex-árbitro profesional de fútbol, antiguo internacional que debutó en Primera División en septiembre de 2004 y fue árbitro FIFA desde 2007 hasta el año 2013. Actualmente desde el 26 de julio de 2018 es el director nacional de arbitraje de la AFA de la Liga Profesional del Fútbol Argentino.
En noviembre de 2010 denunció que un comisario policial intentó sobornarlo por 13.000 pesos (en ese entonces, más de 3.000 dólares) para favorecer a un equipo de una liga de fútbol de la Provincia de Santa Fe, Argentina. Desde 2013 es el Secretario General de la Asociación Argentina de Árbitros (la más importante de Argentina) desde su lugar ejerce la defensa constante del arbitraje en general, tomando en los últimos años un papel preponderante en el ambiente arbitral y futbolístico.